# Chetoptilia puella
Chetoptilia puella är en tvåvingeart som först beskrevs av Camillo Rondani 1862.  Chetoptilia puella ingår i släktet Chetoptilia och familjen parasitflugor. Arten är reproducerande i Sverige. Inga underarter finns listade i Catalogue of Life.